# The Originals (Fernsehserie)/Episodenliste

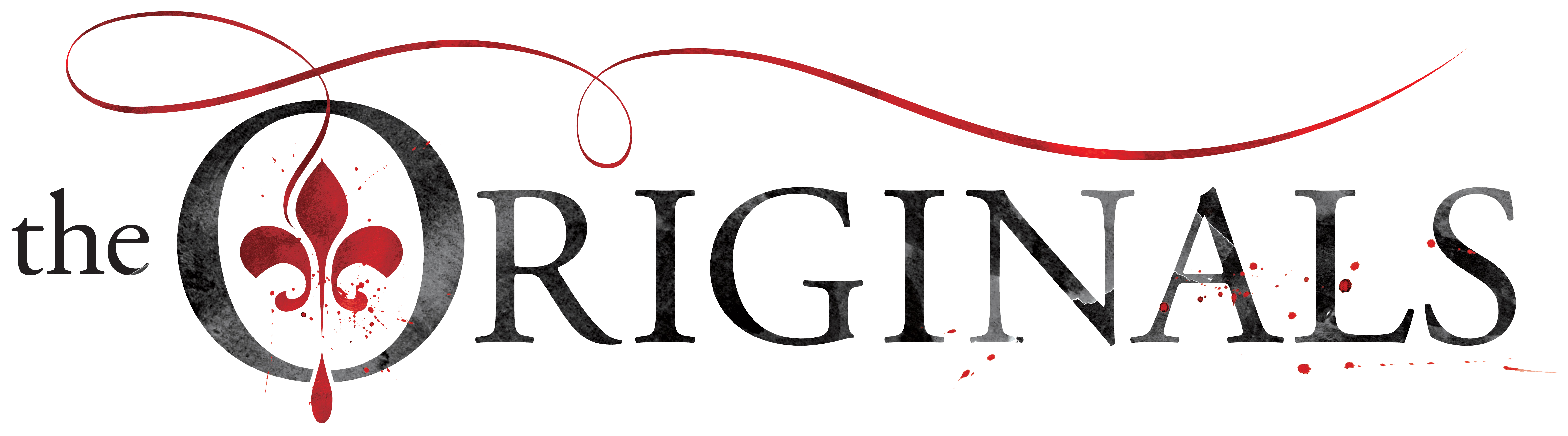
Logo zur Serie

Diese Episodenliste enthält alle Episoden der US-amerikanischen Fantasyserie The Originals, sortiert nach der US-amerikanischen Erstausstrahlung. Zwischen 2013 und 2018 entstanden in fünf Staffeln insgesamt 92 Episoden mit einer Länge von jeweils etwa 40 Minuten.

## Übersicht
| Staffel        | Episodenanzahl | Erstausstrahlung USA | Erstausstrahlung USA | Deutschsprachige Erstausstrahlung | Deutschsprachige Erstausstrahlung |
| Staffel        | Episodenanzahl | Staffelpremiere      | Staffelfinale        | Staffelpremiere                   | Staffelfinale                     |
| -------------- | -------------- | -------------------- | -------------------- | --------------------------------- | --------------------------------- |
| Backdoor-Pilot | 1              | 25. April 2013       | 25. April 2013       | 4. Juli 2013                      | 4. Juli 2013                      |
| 1              | 22             | 3. Oktober 2013      | 13. Mai 2014         | 8. August 2014                    | 19. Dezember 2014                 |
| 2              | 22             | 6. Oktober 2014      | 11. Mai 2015         | 27. Februar 2015                  | 16. Oktober 2015                  |
| 3              | 22             | 8. Oktober 2015      | 20. Mai 2016         | 18. August 2016                   | 22. Dezember 2016                 |
| 4              | 13             | 17. März 2017        | 23. Juni 2017        | 20. Juli 2017                     | 12. Oktober 2017                  |
| 5              | 13             | 18. April 2018       | 1. August 2018       | 20. September 2018                | 13. Dezember 2018                 |

## Backdoor-Pilot
| Nr. | Deutscher Titel   | Originaltitel | Erstausstrahlung USA | Deutschsprachige Erstausstrahlung (D) | Regie         | Drehbuch   | Zuschauer (USA) |
| --- | ----------------- | ------------- | -------------------- | ------------------------------------- | ------------- | ---------- | --------------- |
| 1   | Stadt der Vampire | The Originals | 25. Apr. 2013        | 4. Juli 2013                          | Chris Grismer | Julie Plec | 2,24 Mio.       |

## Staffel 1
Die Erstausstrahlung der ersten Staffel war vom 3. Oktober 2013 bis zum 13. Mai 2014 auf dem US-amerikanischen Sender The CW zu sehen. Die deutschsprachige Erstausstrahlung sendete der deutsche Free-TV-Sender sixx vom 8. August bis zum 19. Dezember 2014.
| Nr. (ges.) | Nr. (St.) | Deutscher Titel              | Originaltitel                | Erstausstrahlung USA | Deutschsprachige Erstausstrahlung (D) | Regie            | Drehbuch                                | Zuschauer (USA) |
| ---------- | --------- | ---------------------------- | ---------------------------- | -------------------- | ------------------------------------- | ---------------- | --------------------------------------- | --------------- |
| 1          | 1         | Für immer und ewig           | Always and Forever           | 3. Okt. 2013         | 8. Aug. 2014                          | Chris Grismer    | Julie Plec & Michael Narducci           | 2,21 Mio.       |
| 2          | 2         | Verrat an der Familie        | House of the Rising Son      | 8. Okt. 2013         | 8. Aug. 2014                          | Brad Turner      | Diane Ademu-John & Declan de Barra      | 1,92 Mio.       |
| 3          | 3         | Hexen vs. Vampire            | Tangled Up in Blue           | 15. Okt. 2013        | 15. Aug. 2014                         | Chris Grismer    | Ashley Lyle & Bart Nickerson            | 2,22 Mio.       |
| 4          | 4         | Geheimnisvoller Retter       | Girl in New Orleans          | 22. Okt. 2013        | 22. Aug. 2014                         | Jesse Warn       | Michelle Paradise & Michael Narducci    | 2,23 Mio.       |
| 5          | 5         | Sünder und Heilige           | Sinners and Saints           | 29. Okt. 2013        | 29. Aug. 2014                         | Chris Grismer    | Marguerite MacIntyre & Julie Plec       | 2,05 Mio.       |
| 6          | 6         | Frucht des Giftbaums         | Fruit of the Poisoned Tree   | 5. Nov. 2013         | 5. Sep. 2014                          | Michael Allowitz | Charlie Charbonneau & Diane Ademu-John  | 2,03 Mio.       |
| 7          | 7         | Aderlass                     | Bloodletting                 | 12. Nov. 2013        | 12. Sep. 2014                         | Jeffrey Hunt     | Michael Russo & Michael Narducci        | 2,40 Mio.       |
| 8          | 8         | Zurück auf Anfang            | The River in Reverse         | 26. Nov. 2013        | 19. Sep. 2014                         | Jesse Warn       | Declan de Barra & Julie Plec            | 2,38 Mio.       |
| 9          | 9         | Machtübernahme               | Reigning Pain in New Orleans | 3. Dez. 2013         | 26. Sep. 2014                         | Joshua Butler    | Ashley Lyle & Bart Nickerson            | 2,33 Mio.       |
| 10         | 10        | Die Casket Girls             | The Casket Girls             | 14. Jan. 2014        | 3. Okt. 2014                          | Jesse Warn       | Charlie Charbonneau & Michael Paradise  | 2,07 Mio.       |
| 11         | 11        | Nach mir die Sintflut!       | Après Moi, Le Déluge         | 21. Jan. 2014        | 10. Okt. 2014                         | Leslie Libman    | Marguerite MacIntyre & Diane Ademu-John | 2,51 Mio.       |
| 12         | 12        | Ein gefährlicher Rivale      | Dance Back From the Grave    | 28. Jan. 2014        | 17. Okt. 2014                         | Rob Hardy        | Michael Russo & Michael Narducci        | 2,32 Mio.       |
| 13         | 13        | Vollmond                     | Crescent City                | 4. Feb. 2014         | 24. Okt. 2014                         | Chris Grismer    | Michael Narducci & Julie Plec           | 2,10 Mio.       |
| 14         | 14        | Der Komplott                 | Long Way Back from Hell      | 25. Feb. 2014        | 31. Okt. 2014                         | Matt Hastings    | Ashley Lyle & Bart Nickerson            | 1,83 Mio.       |
| 15         | 15        | Mordlust                     | Le Grand Guignol             | 4. März 2014         | 7. Nov. 2014                          | Chris Grismer    | Declan de Barra & Diane Ademu-John      | 1,80 Mio.       |
| 16         | 16        | Abschied von New Orleans     | Farewell to Storyville       | 11. März 2014        | 14. Nov. 2014                         | Jesse Warn       | Michael Narducci                        | 1,73 Mio.       |
| 17         | 17        | Der Friedensvertrag          | Moon Over Bourbon Street     | 18. März 2014        | 21. Nov. 2014                         | Michael Robinson | Michelle Paradise & Christopher Hollier | 1,53 Mio.       |
| 18         | 18        | The Big Uneasy               | The Big Uneasy               | 15. Apr. 2014        | 28. Nov. 2014                         | Leslie Libman    | Marguerite MacIntyre & Michael Russo    | 1,52 Mio.       |
| 19         | 19        | Unerschrocken in den Tod     | An Unblinking Death          | 22. Apr. 2014        | 5. Dez. 2014                          | Kellie Cyrus     | Ashley Lyle & Bart Nickerson            | 1,50 Mio.       |
| 20         | 20        | Der geheimnisvolle Schlüssel | A Closer Walk with Thee      | 29. Apr. 2014        | 12. Dez. 2014                         | Sylvain White    | Carina Adly MacKenzie & Julie Plec      | 1,78 Mio.       |
| 21         | 21        | Schlacht um New Orleans      | The Battle of New Orleans    | 6. Mai 2014          | 19. Dez. 2014                         | Jeffrey Hunt     | Charlie Charbonneau & Michael Narducci  | 1,44 Mio.       |
| 22         | 22        | Von der Wiege bis ins Grab   | From a Cradle to a Grave     | 13. Mai 2014         | 19. Dez. 2014                         | Matt Hastings    | Diane Ademu-John                        | 1,76 Mio.       |

## Staffel 2
Die Erstausstrahlung der zweiten Staffel war vom 6. Oktober 2014 bis zum 11. Mai 2015 auf dem US-amerikanischen Sender The CW zu sehen. Die deutschsprachige Erstausstrahlung sendete der deutsche Free-TV-Sender sixx vom 27. Februar 2015 bis zum 16. Oktober 2015.
| Nr. (ges.) | Nr. (St.) | Deutscher Titel                 | Originaltitel                 | Erstausstrahlung USA | Deutschsprachige Erstausstrahlung (D) | Regie            | Drehbuch                                    | Zuschauer (USA) |
| ---------- | --------- | ------------------------------- | ----------------------------- | -------------------- | ------------------------------------- | ---------------- | ------------------------------------------- | --------------- |
| 23         | 1         | Die Wiedergeburt                | Rebirth                       | 6. Okt. 2014         | 27. Feb. 2015                         | Lance Anderson   | Marguerite MacIntyre & Julie Plec           | 1,37 Mio.       |
| 24         | 2         | Gesund und Munter               | Alive and Kicking             | 13. Okt. 2014        | 6. März 2015                          | Jeffrey Hunt     | Michelle Paradise & Michael Narducci        | 1,29 Mio.       |
| 25         | 3         | Familienangelegenheiten         | Every Mother’s Son            | 20. Okt. 2014        | 13. März 2015                         | Dermott Downs    | Christopher Hollier                         | 1,27 Mio.       |
| 26         | 4         | Leben und sterben lassen        | Live and Let Die              | 27. Okt. 2014        | 20. März 2015                         | Jeffrey Hunt     | Ashley Lyle & Bart Nickerson                | 1,31 Mio.       |
| 27         | 5         | Die rote Tür                    | Red Door                      | 3. Nov. 2014         | 27. März 2015                         | Michael Robison  | Declan de Barra & Diane Ademu-John          | 1,09 Mio.       |
| 28         | 6         | Das Rad des Lebens              | Wheel Inside the Wheel        | 10. Nov. 2014        | 3. Apr. 2015                          | Matt Hastings    | Michael Russo & Michael Narducci            | 1,46 Mio.       |
| 29         | 7         | In Ketten                       | Chasing the Devil’s Tail      | 17. Nov. 2014        | 10. Apr. 2015                         | Jesse Warn       | Carina Adly Mackenzie & Christopher Hollier | 1,44 Mio.       |
| 30         | 8         | Die Vermählung                  | The Brothers That Care Forgot | 24. Nov. 2014        | 17. Apr. 2015                         | Michael Allowitz | Charlie Charbonneau & Michelle Paradise     | 1,26 Mio.       |
| 31         | 9         | Die Rache des Kol               | The Map of Moments            | 8. Dez. 2014         | 24. Apr. 2015                         | Leslie Libman    | Marguerite MacIntyre & Julie Plec           | 1,41 Mio.       |
| 32         | 10        | Gefangen im Anwesen             | Gonna Set Your Flag on Fire   | 19. Jan. 2015        | 1. Mai 2015                           | Rob Hardy        | Ashley Lyle & Bart Nickerson                | 1,52 Mio.       |
| 33         | 11        | Die Bruderschaft der Verdammten | Brotherhood of the Damned     | 26. Jan. 2015        | 8. Mai 2015                           | Sylvain White    | Kyle Arrington & Diane Ademu-John           | 1,74 Mio.       |
| 34         | 12        | Der Zufluchtsort                | Sanctuary                     | 2. Feb. 2015         | 15. Mai 2015                          | Matt Hastings    | Declan de Barra & Michael Narducci          | 1,47 Mio.       |
| 35         | 13        | Dem Tode geweiht                | The Devil Is Damned           | 9. Feb. 2015         | 21. Aug. 2015                         | Lance Anderson   | Christopher Hollier & Julie Plec            | 1,22 Mio.       |
| 36         | 14        | Ich liebe dich, leb wohl        | I Love You, Goodbye           | 16. Feb. 2015        | 28. Aug. 2015                         | Matt Hastings    | Carina Adly MacKenzie & Michael Narducci    | 1,44 Mio.       |
| 37         | 15        | Eva Sinclair                    | They All Asked for You        | 9. März 2015         | 4. Sep. 2015                          | Chris Grismer    | Michelle Paradise                           | 1,40 Mio.       |
| 38         | 16        | Rette meine Seele               | Save My Soul                  | 16. März 2015        | 11. Sep. 2015                         | Kellie Cyrus     | Michael Russo                               | 1,25 Mio.       |
| 39         | 17        | Vorzügliche Liebe               | Exquisite Corpse              | 6. Apr. 2015         | 18. Sep. 2015                         | Dermott Downs    | Declan de Barra & Diane Ademu-John          | 1,12 Mio.       |
| 40         | 18        | Wikinger Asche                  | Night Has a Thousand Eyes     | 13. Apr. 2015        | 25. Sep. 2015                         | Jesse Warn       | Ashley Lyle & Bart Nickerson                | 1,01 Mio.       |
| 41         | 19        | Wenn der Damm bricht            | When the Levee Breaks         | 20. Apr. 2015        | 25. Sep. 2015                         | Bethany Rooney   | Marguerite MacIntyre                        | 1,30 Mio.       |
| 42         | 20        | Eine Falle für Dahlia           | City Beneath the Sea          | 27. Apr. 2015        | 2. Okt. 2015                          | Leslie Libman    | Carina Adly MacKenzie & Charlie Charbonneau | 1,20 Mio.       |
| 43         | 21        | Feuer mit Feuer bekämpfen       | Fire with Fire                | 4. Mai 2015          | 9. Okt. 2015                          | David Straiton   | Michael Narducci                            | 1,14 Mio.       |
| 44         | 22        | Asche zu Asche                  | Ashes to Ashes                | 11. Mai 2015         | 16. Okt. 2015                         | Matt Hastings    | Christopher Hollier & Diane Ademu-John      | 1,19 Mio.       |

## Staffel 3
Die Erstausstrahlung der dritten Staffel war vom 8. Oktober 2015 bis zum 20. Mai 2016 auf dem US-amerikanischen Sender The CW zu sehen. Die deutschsprachige Erstausstrahlung sendete der deutsche Free-TV-Sender sixx vom 18. August 2016 bis zum 22. Dezember 2016.
| Nr. (ges.) | Nr. (St.) | Deutscher Titel               | Originaltitel                       | Erstausstrahlung USA | Deutschsprachige Erstausstrahlung (D) | Regie             | Drehbuch                                    | Zuschauer (USA) |
| ---------- | --------- | ----------------------------- | ----------------------------------- | -------------------- | ------------------------------------- | ----------------- | ------------------------------------------- | --------------- |
| 45         | 1         | Für das nächste Jahrtausend   | For the Next Millennium             | 8. Okt. 2015         | 18. Aug. 2016                         | Lance Anderson    | Michael Narducci                            | 0,89 Mio.       |
| 46         | 2         | Die Prophezeiung              | You Hung the Moon                   | 15. Okt. 2015        | 18. Aug. 2016                         | Jeffrey Hunt      | Carina Adly Mackenzie                       | 1,12 Mio.       |
| 47         | 3         | Freund, Feind und Familie     | I’ll See You in Hell or New Orleans | 22. Okt. 2015        | 25. Aug. 2016                         | Michael Grossman  | Declan de Barra & Michelle Paradise         | 0,95 Mio.       |
| 48         | 4         | Das Aufnahmeritual            | A Walk on the Wild Side             | 29. Okt. 2015        | 25. Aug. 2016                         | Matt Hastings     | Ashley Lyle & Bart Nickerson                | 1,07 Mio.       |
| 49         | 5         | Tausend Jahre alte Lügen      | The Axeman’s Letter                 | 5. Nov. 2015         | 1. Sep. 2016                          | Michael Allowitz  | Michael Russo & Diane Ademu-John            | 0,97 Mio.       |
| 50         | 6         | Schöner Fehler                | Beautiful Mistake                   | 12. Nov. 2015        | 1. Sep. 2016                          | Steven DePaul     | Kyle Arrington & Christopher Hollier        | 0,98 Mio.       |
| 51         | 7         | Das Ende der Unbeschwertheit  | Out of the Easy                     | 19. Nov. 2015        | 8. Sep. 2016                          | Bethany Rooney    | Beau DeMayo & Michelle Paradise             | 0,80 Mio.       |
| 52         | 8         | Der Loyalitätsbeweis          | The Other Girl in New Orleans       | 3. Dez. 2015         | 15. Sep. 2016                         | Kellie Cyrus      | Michael Russo & Michael Narducci            | 1,17 Mio.       |
| 53         | 9         | Der Erlöser                   | Savior                              | 10. Dez. 2015        | 22. Sep. 2016                         | Matt Hastings     | Carina Adly MacKenzie & Diane Ademu-John    | 0,97 Mio.       |
| 54         | 10        | In den Tiefen der blauen See  | A Ghost Along the Mississippi       | 29. Jan. 2016        | 29. Sep. 2016                         | Michael Grossman  | Declan de Barra                             | 0,95 Mio.       |
| 55         | 11        | Camis dunkle Seite            | Wild at Heart                       | 5. Feb. 2016         | 6. Okt. 2016                          | John Hyams        | Ashley Lyle & Bart Nickerson                | 0,92 Mio.       |
| 56         | 12        | Tote Engel                    | Dead Angels                         | 12. Feb. 2016        | 13. Okt. 2016                         | Darren Genet      | Kyle Arrington & Michael Narducci           | 0,80 Mio.       |
| 57         | 13        | Das Herz in der Box           | Heart Shaped Box                    | 19. Feb. 2016        | 20. Okt. 2016                         | Chris Grismer     | Michelle Paradise & Christopher Hollier     | 0,87 Mio.       |
| 58         | 14        | Schachmatt                    | A Streetcar Named Desire            | 26. Feb. 2016        | 27. Okt. 2016                         | Matt Hastings     | Michelle Paradise & Christopher Hollier     | 1,07 Mio.       |
| 59         | 15        | Besuch eines alten Freundes   | An Old Friend Calls                 | 4. März 2016         | 3. Nov. 2016                          | Jeffrey Hunt      | Carina Adly MacKenzie & Michael Russo       | 0,88 Mio.       |
| 60         | 16        | Manipulationsspiele           | Alone with Everybody                | 1. Apr. 2016         | 10. Nov. 2016                         | Hanelle Culpepper | Ashley Lyle & Bart Nickerson                | 0,93 Mio.       |
| 61         | 17        | Hinter dem schwarzen Horizont | Behind the Black Horizon            | 8. Apr. 2016         | 17. Nov. 2016                         | Joseph Morgan     | Declan de Barra & Diane Ademu-John          | 0,89 Mio.       |
| 62         | 18        | Der Teufel kommt und seufzt   | The Devil Comes Here and Sighs      | 15. Apr. 2016        | 24. Nov. 2016                         | Jesse Warn        | Kyle Arrington & Michelle Paradise          | 0,86 Mio.       |
| 63         | 19        | Verlass mich nicht            | No More Heartbreaks                 | 29. Apr. 2016        | 1. Dez. 2016                          | Millicent Shelton | Celeste Vasquez & Michael Narducci          | 0,93 Mio.       |
| 64         | 20        | Böse Rache der Ahnen          | Where Nothing Stays Buried          | 6. Mai 2016          | 8. Dez. 2016                          | John Hymes        | Carina Adly MacKenzie & Christopher Hollier | 0,83 Mio.       |
| 65         | 21        | Ein letzter Kuss              | Give ’Em Hell, Kid                  | 13. Mai 2016         | 15. Dez. 2016                         | Jeffrey Hunt      | Ashley Lyle & Bart Nickerson                | 0,79 Mio.       |
| 66         | 22        | Die blutige Krone             | The Bloody Crown                    | 20. Mai 2016         | 22. Dez. 2016                         | Matt Hastings     | Beau DeMayo & Diane Ademu-John              | 0,85 Mio.       |

## Staffel 4
Die Erstausstrahlung der vierten Staffel war vom 17. März bis zum 23. Juni 2017 auf dem US-amerikanischen Sender The CW zu sehen. Die deutschsprachige Erstausstrahlung sendete der deutsche Free-TV-Sender sixx vom 20. Juli bis zum 12. Oktober 2017.
| Nr. (ges.) | Nr. (St.) | Deutscher Titel           | Originaltitel                      | Erstausstrahlung USA | Deutschsprachige Erstausstrahlung (D) | Regie                 | Drehbuch                                | Zuschauer (USA) |
| ---------- | --------- | ------------------------- | ---------------------------------- | -------------------- | ------------------------------------- | --------------------- | --------------------------------------- | --------------- |
| 67         | 1         | Hayleys Versprechen       | Gather Up the Killers              | 17. März 2017        | 20. Juli 2017                         | Lance Anderson        | Michael Russo & Michael Narducci        | 1,05 Mio.       |
| 68         | 2         | Endlich vereint           | No Quarter                         | 24. März 2017        | 27. Juli 2017                         | Bethany Rooney        | Talicia Raggs & Michelle Paradise       | 0,99 Mio.       |
| 69         | 3         | Das alte Böse             | Haunter of Ruins                   | 31. März 2017        | 3. Aug. 2017                          | Jeffrey Hunt          | Carina Adly Mackenzie & Declan de Barra | 0,93 Mio.       |
| 70         | 4         | Das blaue Licht           | Keepers of the House               | 7. Apr. 2017         | 10. Aug. 2017                         | Joseph Morgan         | Beau DeMayo & Christopher Hollier       | 1,08 Mio.       |
| 71         | 5         | Ich höre dein Klopfen     | I Hear You Knocking                | 14. Apr. 2017        | 17. Aug. 2017                         | Chris Grismer         | Kyle Arrington                          | 0,87 Mio.       |
| 72         | 6         | Ein Sack voller Kobras    | Bag of Cobras                      | 28. Apr. 2017        | 24. Aug. 2017                         | Jesse Warn            | Michael Russo & Michelle Paradise       | 0,96 Mio.       |
| 73         | 7         | Ein neuer Freund für Hope | High Water and a Devil’s Daughter  | 5. Mai 2017          | 31. Aug. 2017                         | Charles Michael Davis | Celeste Vasquez & Carina Adly MacKenzie | 0,93 Mio.       |
| 74         | 8         | Voodoo im Blut            | Voodoo in My Blood                 | 12. Mai 2017         | 7. Sep. 2017                          | John Hyams            | Talicia Raggs & Christopher Hollier     | 0,85 Mio.       |
| 75         | 9         | Königin Tod               | Queen Death                        | 19. Mai 2017         | 14. Sep. 2017                         | Nicole Rubio          | Beau DeMayo                             | 0,84 Mio.       |
| 76         | 10        | Geisterhaft!              | Phantomesque                       | 2. Juni 2017         | 21. Sep. 2017                         | Daniel Gillies        | Kyle Arrington & K.C. Perry             | 1,03 Mio.       |
| 77         | 11        | Totem                     | A Spirit Here That Won’t Be Broken | 9. Juni 2017         | 28. Sep. 2017                         | Hanelle Culpepper     | Carina Adly MacKenzie & Michael Russo   | 0,89 Mio.       |
| 78         | 12        | Kämpfe!                   | Voodoo Child                       | 16. Juni 2017        | 5. Okt. 2017                          | Michael Grossman      | Michelle Paradise & Christopher Hollier | 1,01 Mio.       |
| 79         | 13        | Das Fest aller Sünder     | The Feast of All Sinners           | 23. Juni 2017        | 12. Okt. 2017                         | Bethany Rooney        | Michael Narducci                        | 0,80 Mio.       |

## Staffel 5
Die Erstausstrahlung der fünften Staffel war vom 18. April bis zum 1. August 2018 auf dem US-amerikanischen Sender The CW zu sehen. Die deutschsprachige Erstausstrahlung sendete der deutsche Free-TV-Sender sixx vom 20. September bis zum 13. Dezember 2018.
| Nr. (ges.) | Nr. (St.) | Deutscher Titel                 | Originaltitel                           | Erstausstrahlung USA | Deutschsprachige Erstausstrahlung (D) | Regie                 | Drehbuch                                          | Zuschauer (USA) |
| ---------- | --------- | ------------------------------- | --------------------------------------- | -------------------- | ------------------------------------- | --------------------- | ------------------------------------------------- | --------------- |
| 80         | 1         | Wo dein Herz zuhause ist        | Where You Left Your Heart               | 18. Apr. 2018        | 20. Sep. 2018                         | Lance Anderson        | Marguerite MacIntyre                              | 0,97 Mio.       |
| 81         | 2         | Erdulde deine Strafe!           | One Wrong Turn on Bourbon               | 25. Apr. 2018        | 27. Sep. 2018                         | Carol Banker          | Carina Adly MacKenzie                             | 1,03 Mio.       |
| 82         | 3         | Verlass mich nicht!             | Ne Me Quitte Pas                        | 2. Mai 2018          | 4. Okt. 2018                          | Joseph Morgan         | K.C. Perry & Michelle Paradise                    | 0,90 Mio.       |
| 83         | 4         | Pest oder Cholera               | Between the Devil and the Deep Blue Sea | 9. Mai 2018          | 11. Okt. 2018                         | Michael Grossman      | Beau DeMayo & Kyle Arrington                      | 0,76 Mio.       |
| 84         | 5         | Scham                           | Don’t It Just Break Your Heart          | 16. Mai 2018         | 18. Okt. 2018                         | Jeffrey W. Byrd       | Jeffrey Lieber Idee: Bianca Sams & Jeffrey Lieber | 0,80 Mio.       |
| 85         | 6         | Was wird mir bleiben?           | What, Will, I, Have, Left               | 29. Mai 2018         | 25. Okt. 2018                         | Charles Michael Davis | Marguerite MacIntyre                              | 0,82 Mio.       |
| 86         | 7         | Und Gott wird das Wasser trüben | God’s Gonna Trouble the Water           | 5. Juni 2018         | 1. Nov. 2018                          | Carl Seaton           | Bianca Sams & Julie Plec                          | 0,77 Mio.       |
| 87         | 8         | Das Schlüssel-Rätsel            | The Kindness of Strangers               | 12. Juni 2018        | 8. Nov. 2018                          | Kellie Cyrus          | Beau DeMayo & Carina Adly MacKenzie               | 0,86 Mio.       |
| 88         | 9         | Welche Seite wählst du?         | We Have Not Long to Love                | 19. Juni 2018        | 15. Nov. 2018                         | Bethany Rooney        | K.C. Perry & Michelle Paradise                    | 0,77 Mio.       |
| 89         | 10        | Im verschwindenden Licht        | There in the Disappearing Light         | 10. Juli 2018        | 22. Nov. 2018                         | Daniel Gillies        | Eva McKenna & Jeffrey Lieber                      | 0,77 Mio.       |
| 90         | 11        | Bis dass der Tod uns scheidet   | Til the Day I Die                       | 18. Juli 2018        | 29. Nov. 2018                         | Geoff Shotz           | Kyle Arrington & Marguerite MacIntyre             | 0,68 Mio.       |
| 91         | 12        | Es waren einmal zwei Wölfe      | The Tale of Two Wolves                  | 25. Juli 2018        | 6. Dez. 2018                          | Rudy Persico          | Carina Adly MacKenzie & Julie Plec                | 0,85 Mio.       |
| 92         | 13        | Abschied auf ewig               | When The Saints Go Marching In          | 1. Aug. 2018         | 13. Dez. 2018                         | Lance Anderson        | Jeffrey Lieber Idee: Julie Plec                   | 0,86 Mio.       |